# Francisco Vaz de Almada
Francisco Vaz de Almada, julga-se que tenha sido natural de Lisboa e filho de Lopo Vaz de Almada, escrivão ou tesoureiro da Casa da Índia, com toda a certeza pertencente à conhecida família nobre Vaz de Almada aí sediada.
Foi comandante duma das naus da armada que combateu na Costa de Malabar, e capitão doutra nau que fazia parte da armada de Luiz de Brito de Melo, que também andou combatendo.
Numa das viagens ao reino de Portugal, a bordo da nau São João Baptista, de que era comandante Pedro Morais Sarmento, teve a infelicidade de naufragar junto do Cabo da Boa Esperança, conseguiu ser um dos que se salvaram a muito custo.
Nessa altura, descrevendo esse momento, escreveu: "Tratado do sucesso que teve a nau S. João Baptista e jornada que fez a gente que dela escapou, desde 33º no Cabo da Boa Esperança onde fez naufrágio, até Sofala, indo sempre marchando por terra., Lisboa, 1625".
Mais tarde, em 23 de Novembro de 1631, vê-mo-lo a partir novamente para a Índia a bordo de um "patacho de aviso" do qual era capitão e ficar por lá, pelo menos ainda nesse ano.